# Ruská Bystrá
Ruská Bystrá es un municipio del distrito de Sobrance en la región de Košice, Eslovaquia, con una población estimada a final del año 2024 de 107 habitantes.
Se encuentra ubicado al noreste de la región, en la cuenca hidrográfica del río Bodrog (afluente derecho del Tisza) y cerca de la frontera con la región de Prešov y Ucrania.

## Demografía
| Año        | 1994 | 2004     | 2014     | 2024    |
| ---------- | ---- | -------- | -------- | ------- |
| Población  | 167  | 133      | 118      | 107     |
| Diferencia |      | −20,35 % | −11,27 % | −9,32 % |

| Año        | 2023 | 2024 |
| ---------- | ---- | ---- |
| Población  | 107  | 107  |
| Diferencia |      | +0 % |